# Lee Gang-jin
Lee Gang-Jin (Daejeon, 25 april 1986) is een Zuid-Koreaans voetballer.

## Carrière
Lee Gang-Jin speelde tussen 2002 en 2012 voor Suwon Samsung Bluewings, Tokyo Verdy, Busan I'Park, Júbilo Iwata en Jeonbuk Hyundai Motors. Hij tekende in 2012 bij FC Machida Zelvia.

## Zuid-Koreaans voetbalelftal
Lee Gang-Jin debuteerde in 2009 in het Zuid-Koreaans nationaal elftal en speelde 1 interland.